# Verrerie de l'Union
La verrerie de l'union est une verrerie fondée en 1865 par les trois frères Lemaire à Aniche dans le département du Nord.
Trois frères Lemaire Émile, Emmanuel et Louis sont associés en nom collectif pour fonder cette verrerie
La verrerie de l'union fabriquera l'ensemble des vitrages du Palais de l'Exposition universelle de 1878 de Paris. Commande passée avec l'entrepreneur général des travaux de vitrerie du Palais.

## un peu d'Histoire

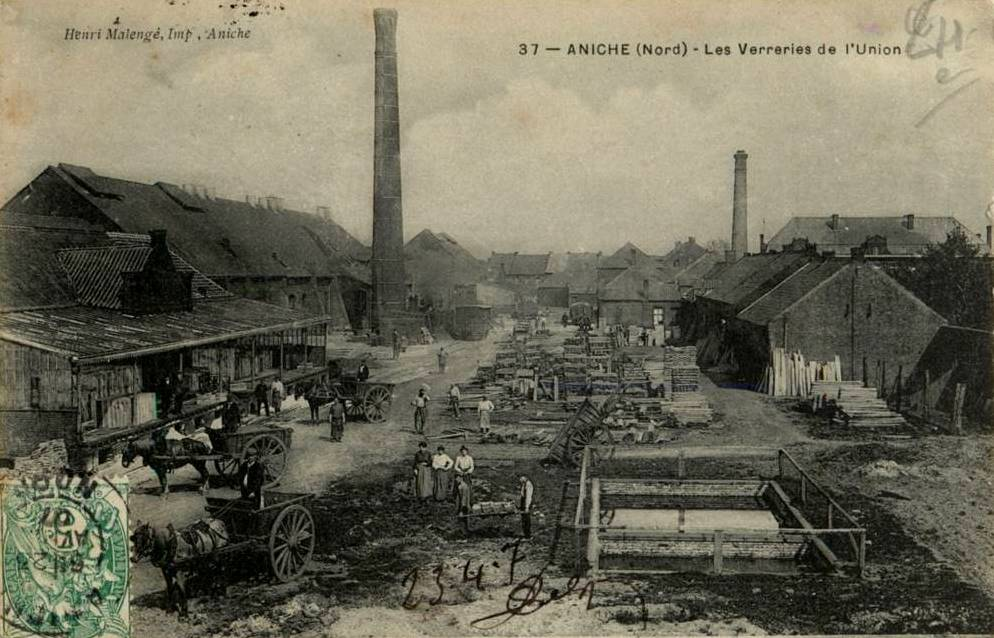
Verrerie de l'Union

L'usine de l'Union compte parmi les fabriques importantes du Nord de la France.

## Données sociales en 1877

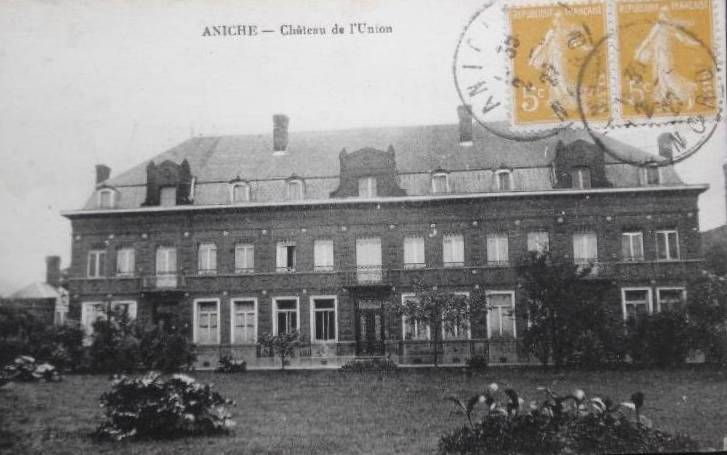
Château de l'union

Le chiffre d'affaires annuel s'élève à deux ou trois millions de francs dont l'acquisition des matières premières. La somme des salaires payés chaque année s'élève à environ 450,000 francs pour les 250 ouvriers avec une moyenne de 1,800 francs pour-chaque coopérateur. Salaire considéré comme excessivement élevé pour l'époque

## Données techniques en 1877

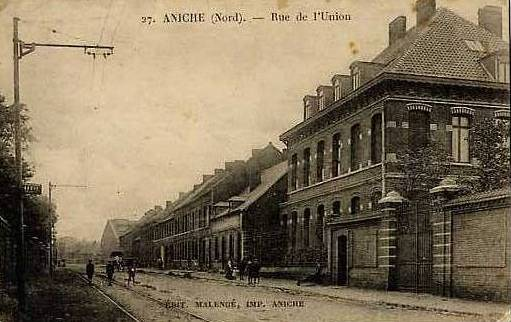
Rue de l'Union

L'usine de l'union produit 33,000 caisses de verre pour l'étamage et la vitrerie avec cinq fours à fusion, en pleine activité. Son moteur à vapeur est de la force de vingt-cinq chevaux, et brule 20 millions de kilos de charbon par an.

## Exposition universelle de 1878

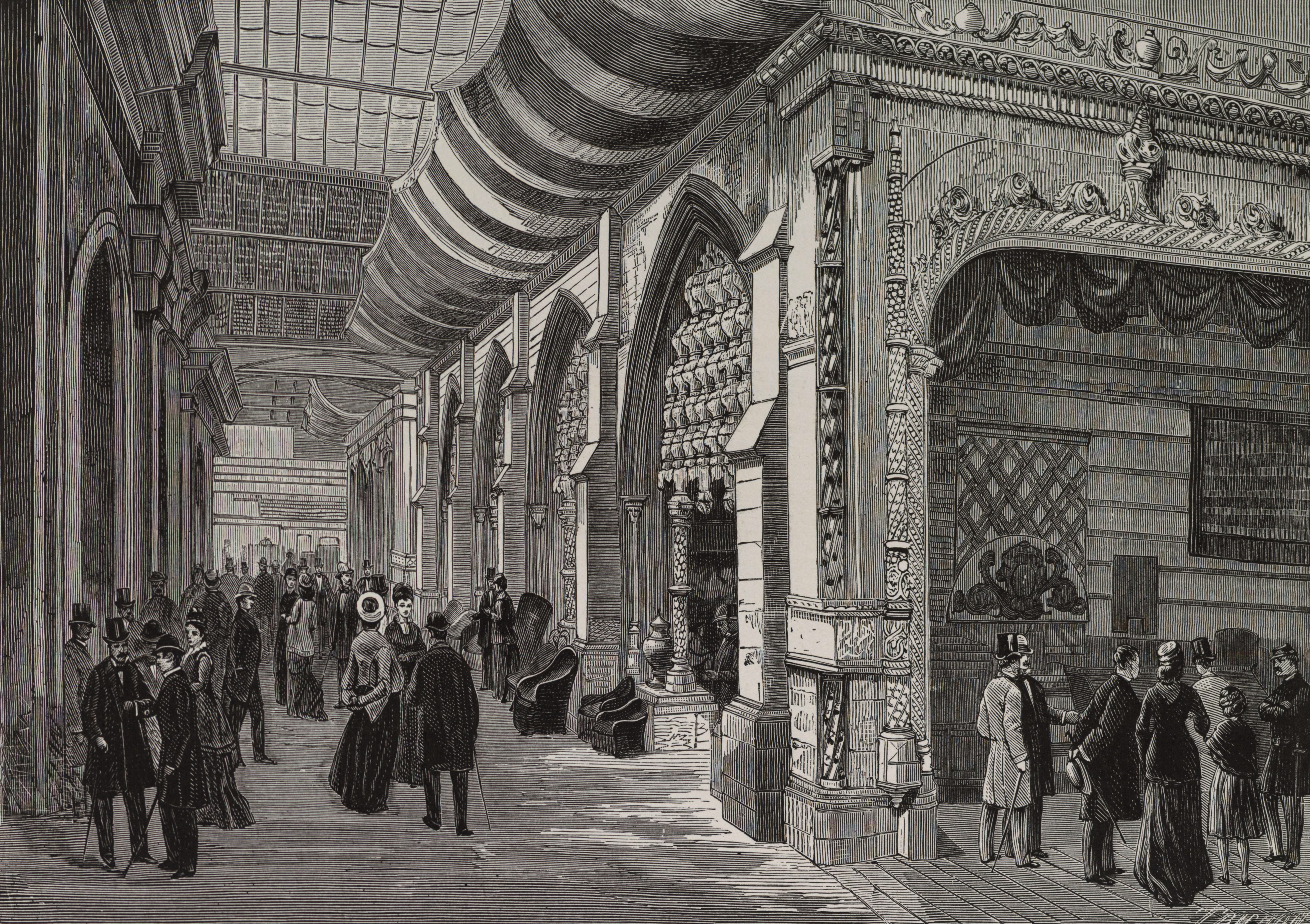
Arcades latérales de la section portugaise dans le palais du Champ-de-Mars.

Le Palais de l'Exposition, dit aussi Palais de fer ou Palais du Champ de Mars occupe presque tout le Champ-de-Mars. Il renferme les envois de toutes les nations. Comparable à une longue serre en damier, il occupe une surface de 420 000 m2. C'est un vaste rectangle donnant au nord comme au sud sur un vestibule.
Le premier vestibule d'honneur est nommé vestibule  d'Iéna, le second est dit « vestibule école militaire ».
L'ingénieur responsable des constructions métalliques est Henri de Dion, mort avant la fin de la construction et l'architecte Léopold Amédée Hardy.  Les fabricants qui obtiennent le marché sont les sociétés Fives-Lille et Schneider.

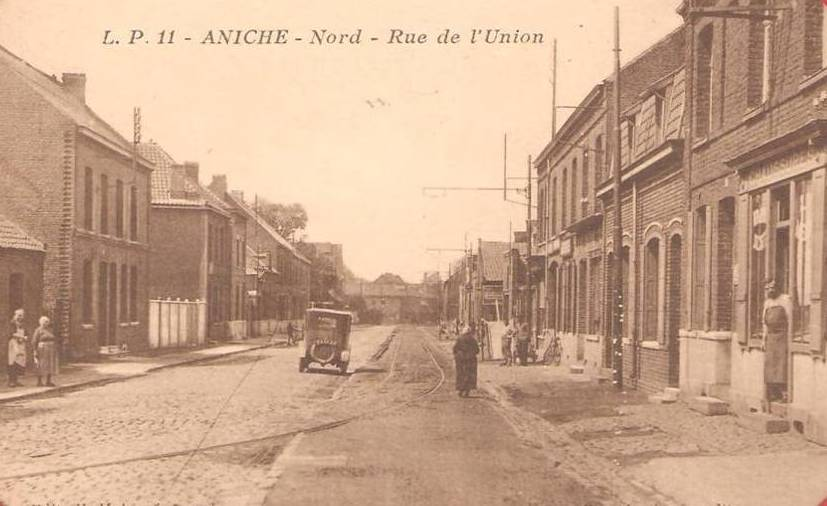
Rue de l'Union

La verrerie de l'union a passé avec l'entrepreneur général des travaux de vitrerie du Palais de l'Exposition universelle un marché pour la fourniture de toutes les vitres nécessaires dans les immenses constructions dont l'Univers entier admira la splendide clarté.
Les verres de l'Union sont destinés à l'étamage, et même à un étamage courant que l'on désigne sous le nom de « glace Job ». Les maisons qui s'occupent de ces articles, en expédient des quantités considérables sur tous les points du globe.